# Сарагулово
Сарагу́лово (рос. Сарагулово) — присілок у складі Кігинського району Башкортостану, Росія. Входить до складу Душанбековської сільської ради.
Населення — 86 осіб (2010; 78 в 2002).
Національний склад:
- росіяни — 59 %